# 香脂醋
香脂醋（義大利語：aceto balsamico）是源自意大利的一种调味品。又叫義大利黑醋或直接音譯叫巴薩米醋、巴薩米克醋等。传统香脂醋（Aceto Balsamico Tradizionale）由煮沸的白葡萄汁经长时间的收汁过程酿成，葡萄品种为翠比安诺（Trebbiano）。其历史可追溯至中世纪的摩德纳和雷焦艾米利亚，一份1046年的文件文件中提及了香脂醋的酿制过程。在文艺复兴时期，香脂醋深受皇室推崇，现如今它的价值已经得到众多厨师和美食爱好者的认同。
摩德纳传统香脂醋（Aceto Balsamico Tradizionale di Modena）和雷焦艾米利亚传统香脂醋（Traditional Balsamic Vinegar of Reggio Emilia）是受到官方保护的两种命名，它们同时受意大利原产地命名保护制度（Denominazione di origine protetta）和欧盟原產地名稱保護（PDO）的双重保护。摩德纳香脂醋（Aceto Balsamico di Modena）是传统香脂醋的仿制产品，价格相对低廉，因而较容易买到且更为人所知，受欧盟地理标示保护（PGI）。
香脂醋通常与适量的油配合用作沙拉酱。balsamico一词意味“像香脂一样的”，用以描述香脂醋具备一定的疗效，并非含有香脂。

## 意大利国内香脂醋的分类
香脂醋可分为以下三种：
1. 以正宗的传统工艺酿制的香脂醋，只有这种香脂醋可以在欧盟范围内合法的描述为“传统香脂醋”，属于PDO/DOP原产地名称保护。
2. 商品级摩德纳香脂醋，这种香脂醋产自大规模的工业化生产线，属于PGI/IDP地理标识保护。
3. 调味品级香脂醋，无任何地理标识规定。

### 传统香脂醋

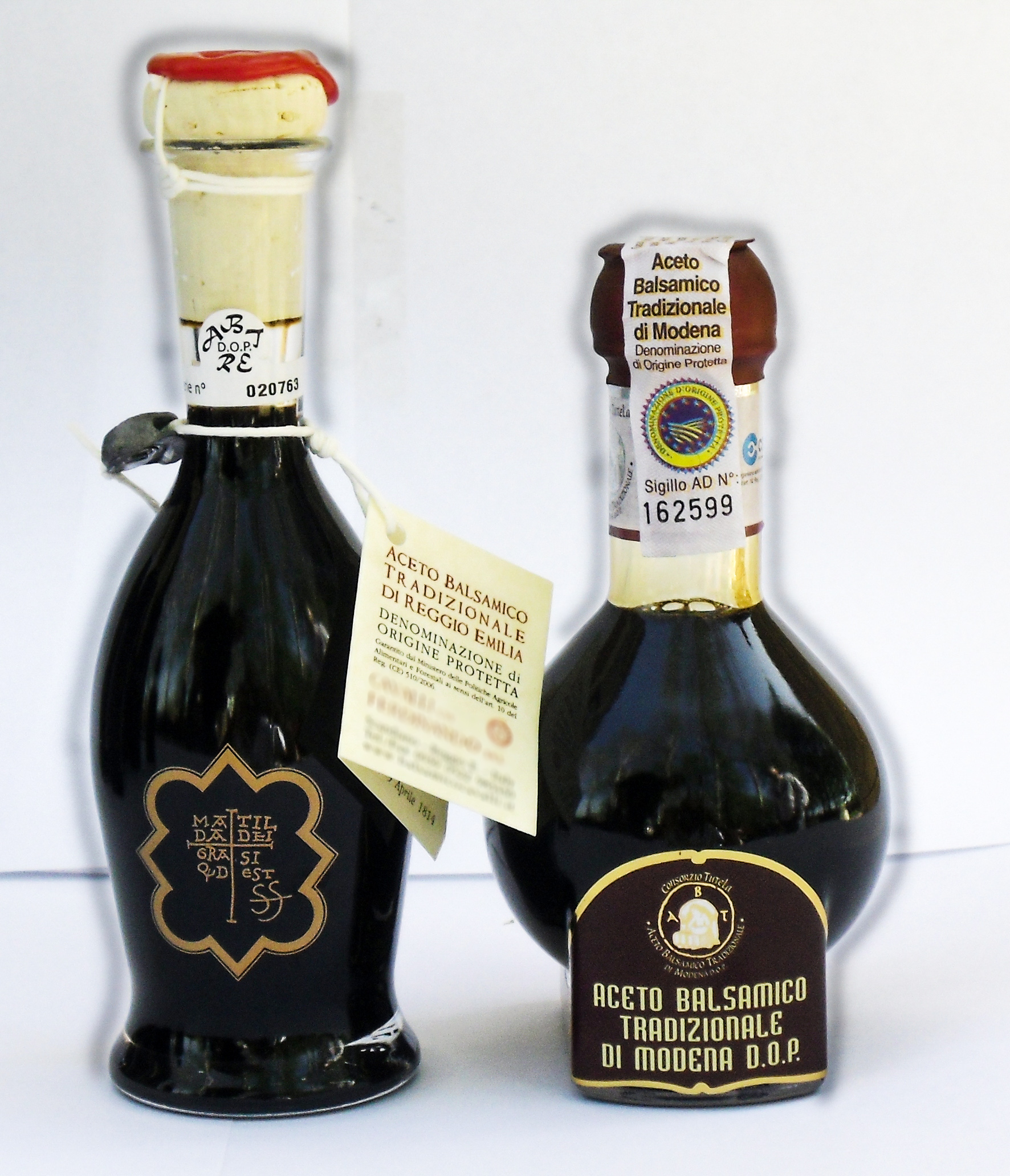
雷焦艾米利亚（左）和摩德纳（右）的传统香脂醋，有PDO认证，并且必须分别用这两种瓶子

只有摩德纳和与其毗邻的雷焦艾米利亚两个地区出产真正的传统香脂醋（aceto balsamico tradizionale）。这种香脂醋的原料为葡萄浆，葡萄品种为翠比安诺和藍布魯斯可。葡萄压榨所得的葡萄浆经过加热收汁得到浓葡萄浆（mosto cotto），接着要经历至少12年的成熟。成熟过程中需要更换7个尺寸由大到小的木桶，制作木桶的材料有栗木、金合欢、樱花木、橡木、桑木、梣木和杜松木。传统香脂醋呈光亮的深棕色，复杂的香气平衡了葡萄汁中天然的甜度和酸度，与此同时还夹杂了一丝木桶的香气。
雷焦艾米利亚地区以不同颜色的标区分成熟时间不同的香脂醋。淡黄色（奶油色）的瓶帽表示成熟了12年，洋红色说明成熟时间为25年或更久。

### 摩德纳香脂醋

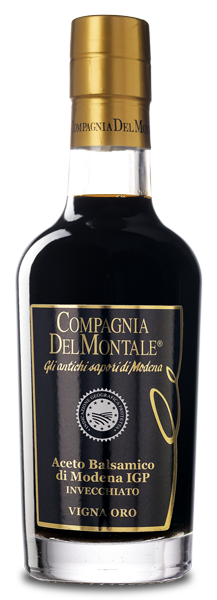
三年陈摩德纳香脂醋PGI

摩德纳香脂醋（aceto balsamico di Modena）PGI/IGP属于商品级香脂醋，是传统香脂醋的模仿产品。这个类型是在《Reg.CEE n. 583/2009》中成为保护品种，因此随着PGI地理标志也获得了生产标准规定。
原料为10-80%葡萄酒醋（wine vinegar）和20%-90%浓葡萄浆（可以用热收汁，也可以用其他方法浓缩；必须是来自这些品种的葡萄：蓝布鲁斯可、Sangiovese、翠比安诺、Albana、Ancellotta、Fortana、Montuni），添加焦糖（最多2%）着色。必须加入十年以上的陈醋，但没有规定最小量。这种产品需要至少需要熟成两个月，必须要在木桶中熟成。如果标注“陈年”则至少要熟成三年。
一个中型醋厂一天可以生产成百上千升。

### 调味品级香脂醋
调味品级香脂醋也可以被标为“condimento balsamico”， “salsa balsamica”或“salsa di mosto cotto”，意为调味香脂醋和香脂醋酱。这种香脂醋的酿制方式可以是以下几种：
1. 完全以传统方式酿制，但生产商位于法定产区外且未得到官方监管。
2. 以类似传统的方式酿制，但并不能符合PGI或DOP中任何一种的规定。例子有：法定产区内的生产商改变传统木桶种类，得到的纯用浓葡萄汁的醋（PGI必须含酒醋，因此不算）；生产商降低收汁温度生产浅色但口味类似的醋（condimento bianco）。
3. 产品由一般的香脂醋和不同比例的葡萄浓缩液混合制成，未经成熟。

对于调味香脂醋而言，没有官方的批判标准和标示系统，因此单凭包装难以判断产品的质量如何。

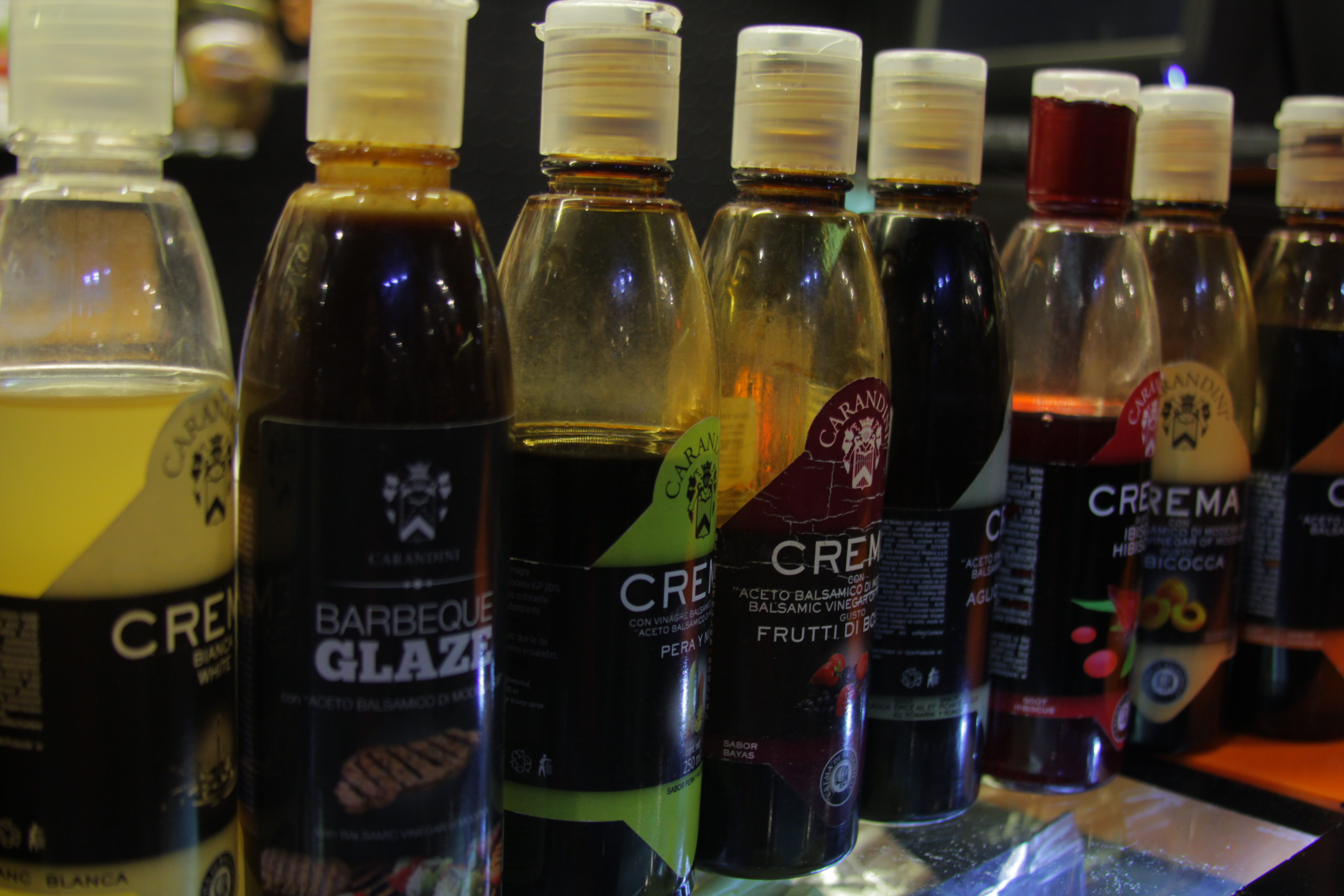
意大利产“香脂醋PGI酱汁”

另外还可以有产品由PDI或DOP醋混合其他原材料做成，这类产品可以在标签上表明含有这两种材料。比较常见的是加增稠剂和甜味做成酱汁（人工地模拟摩德纳传统香脂醋的感官性质），或是加油做成沙拉酱。

## 意大利之外的香脂醋
在欧盟内部，德国和希腊各有较为悠久的香脂醋生产传统，因此曾反对商品级“摩德纳香脂醋”获得PGI保护，但在保护条款澄清不保护“香脂醋”一词本身后改为支持。希腊后来还尝试给“希腊香脂醋”加地理保护，但没有成功。2019年，欧洲法院重申，“摩德纳香脂醋”的PGI保护不影响成员国使用“香脂”和“醋”这两个词。成员国的生产商在品名不会对产地造成误解的前提下可以使用“香脂醋”名称。

意大利之外的香脂醋
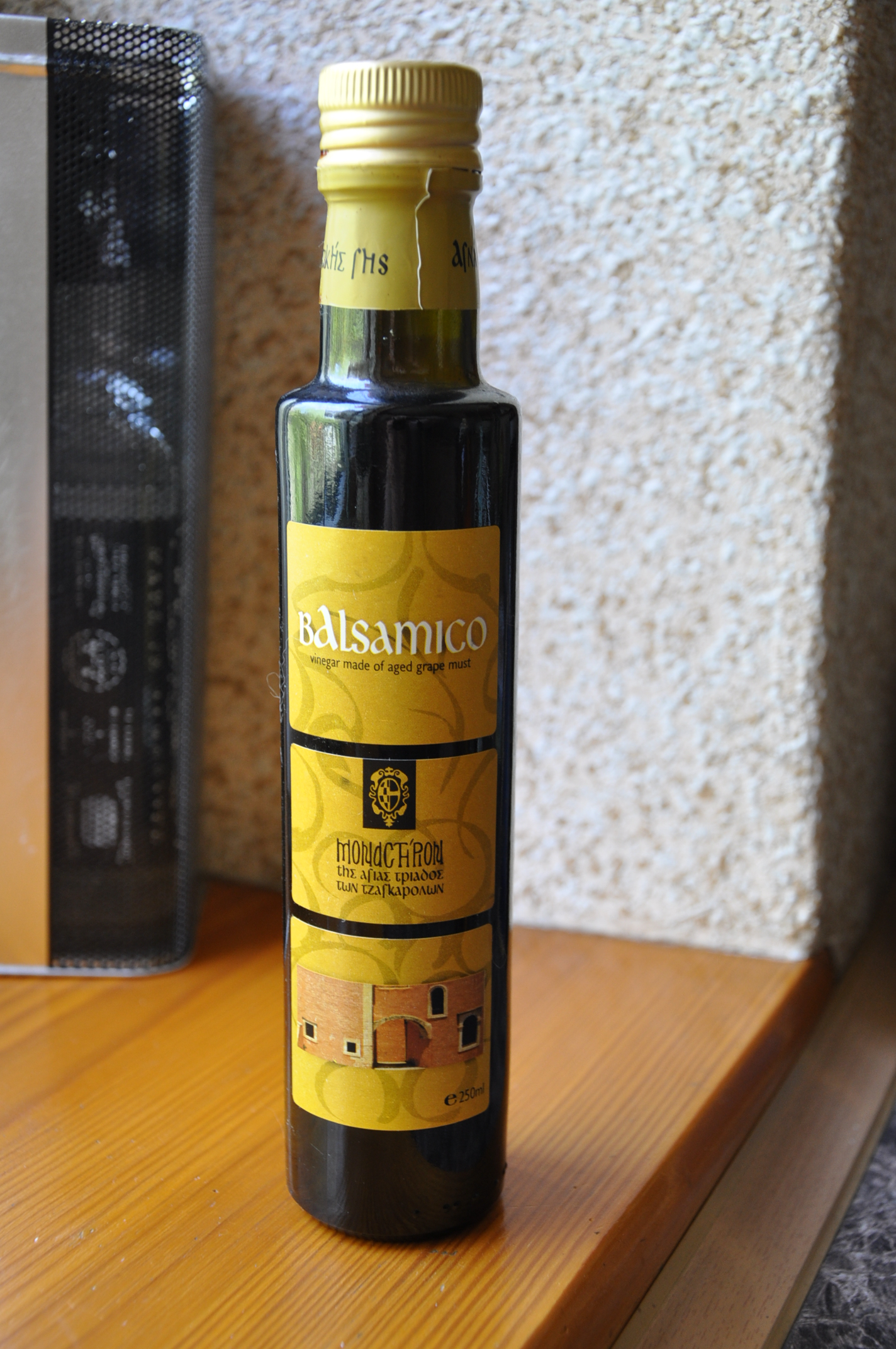
希腊阿基亚特里亚达修道院（英语：Agia Triada Monastery）以熟成浓葡萄汁制作的香脂醋
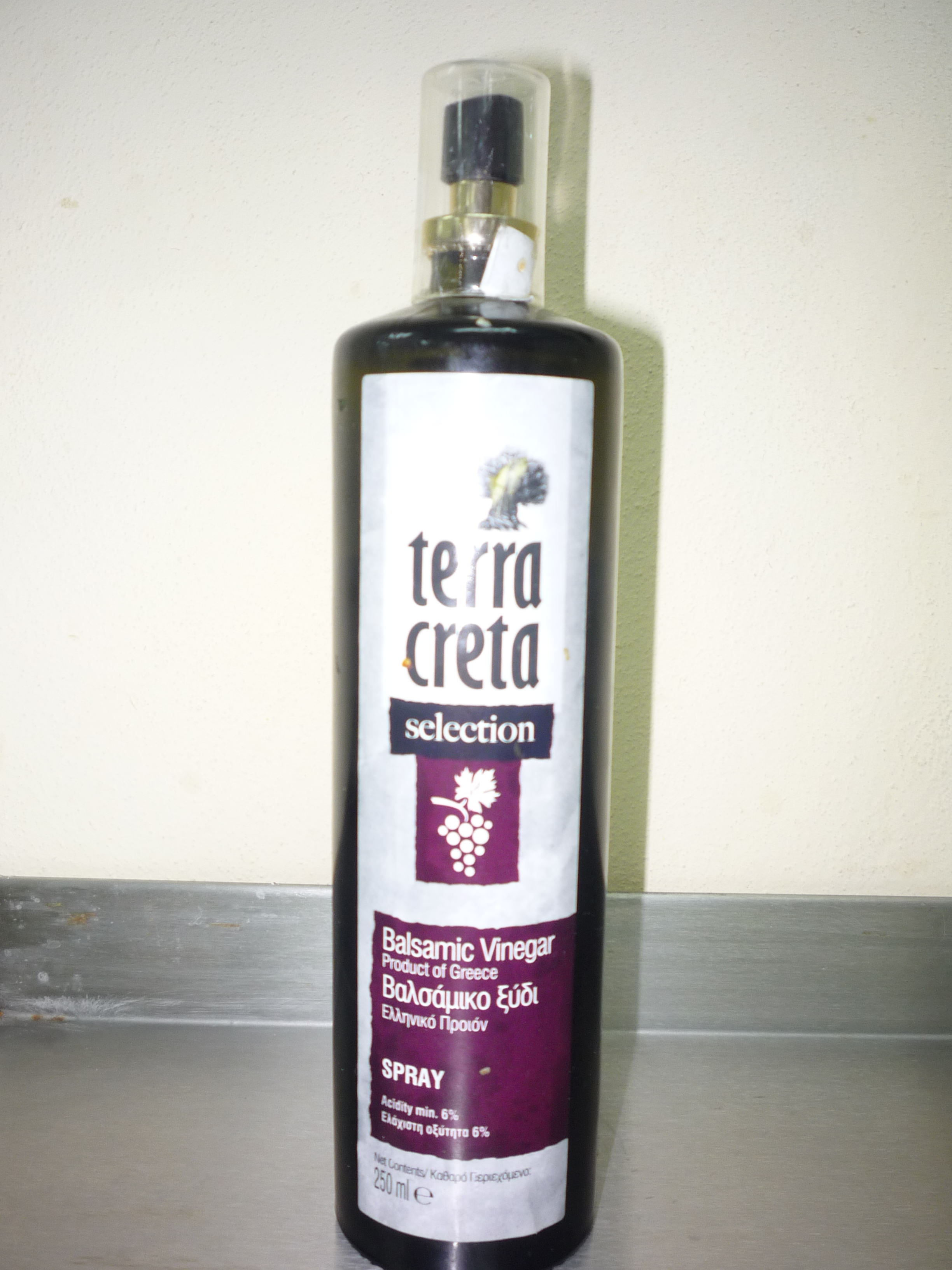
另一种希腊香脂醋（捷克共和国内买到）
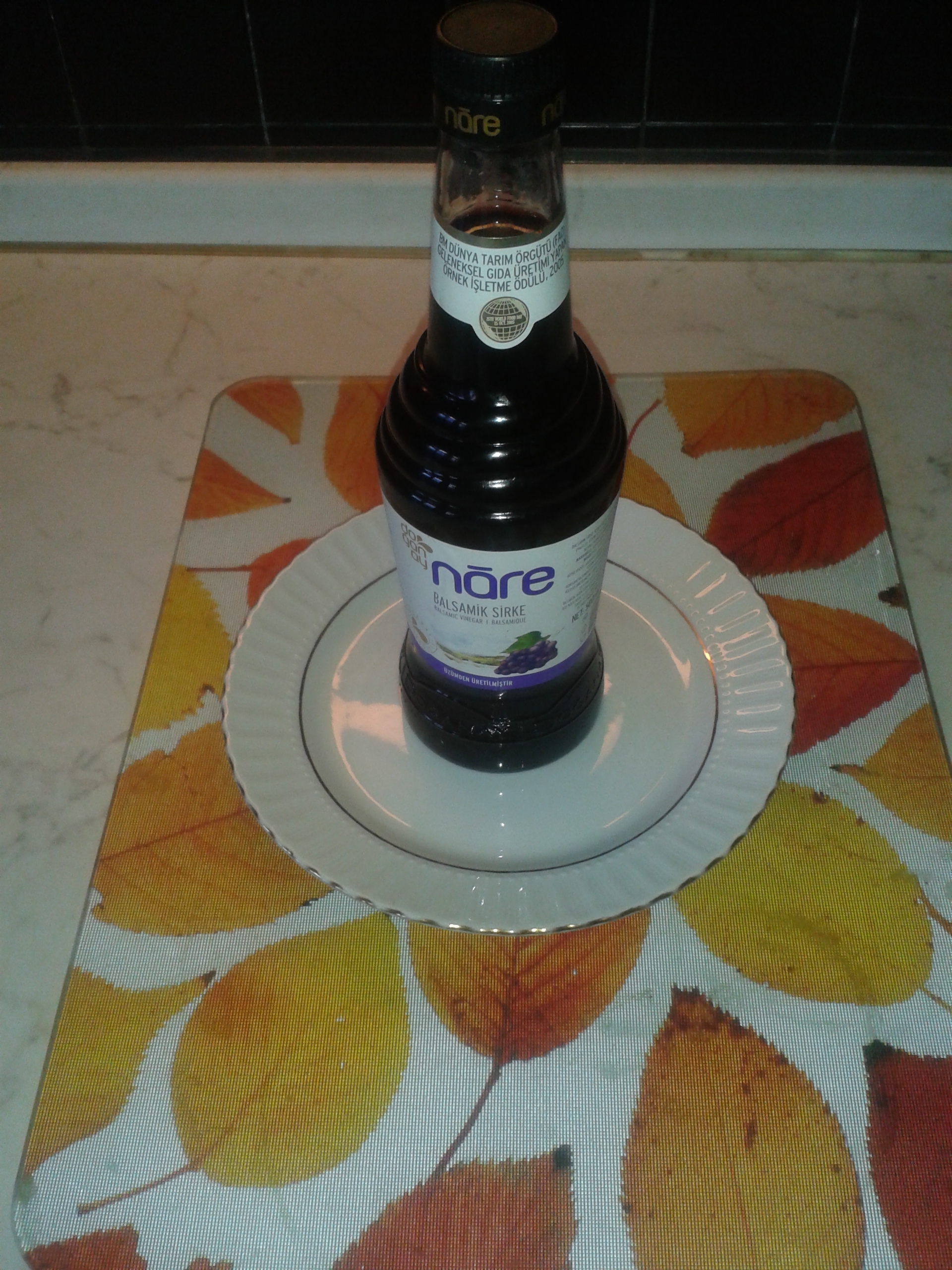
土耳其的香脂醋

## 传统的生产过程

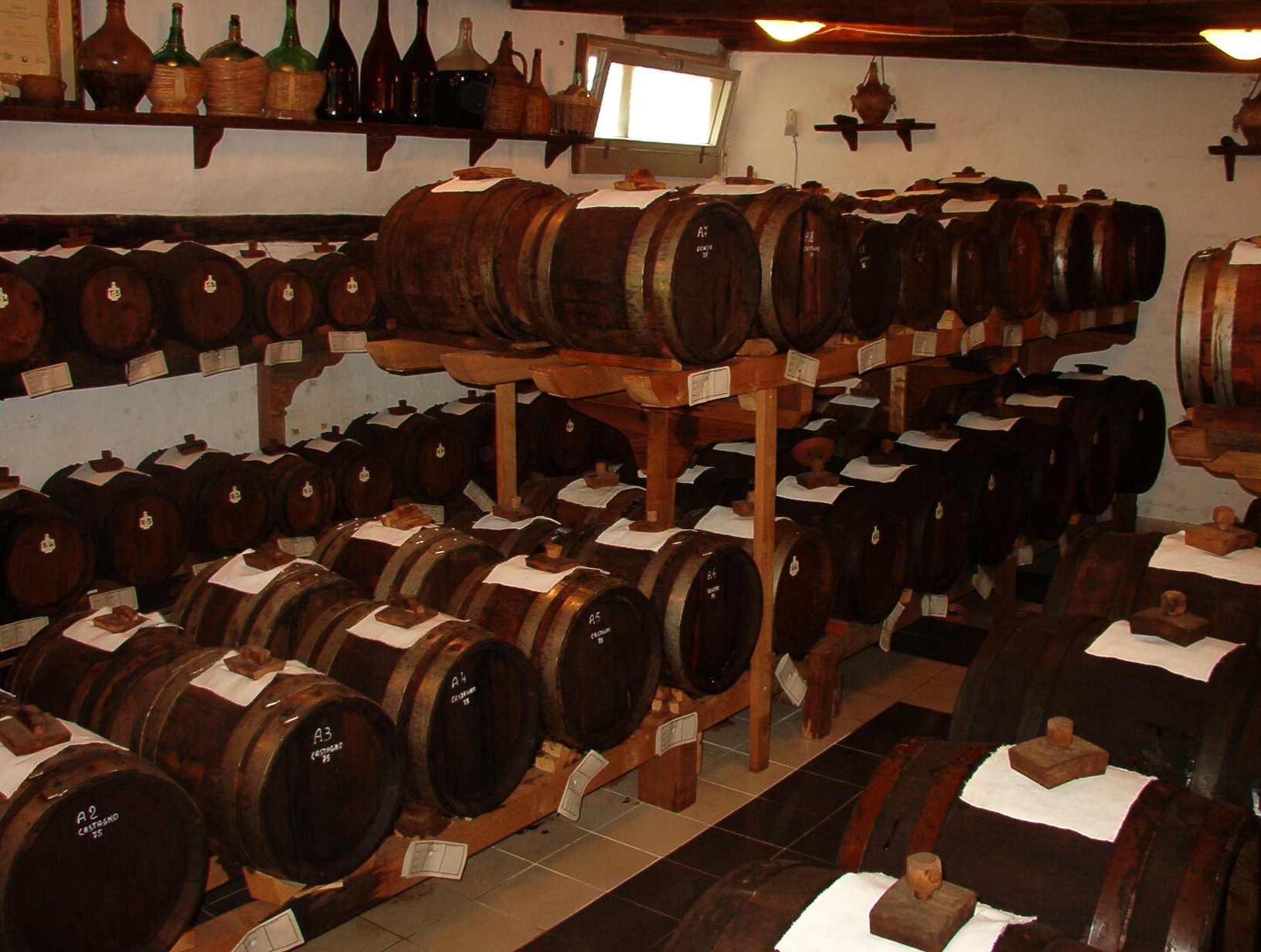
桶裝的義大利香脂醋陳放在閣樓

传统的香脂醋以白葡萄作为原料，最典型的品种为翠比安诺。葡萄经采收后立即压榨，得到的葡萄汁通过煮沸来蒸发水分直至体积缩减至原来的30%。之后葡萄汁浓缩液开始缓慢的发酵，历经若干年的时间，香脂醋在木桶中逐渐强化香气、变甜、变浓稠。在整个过程中会有一部分挥发掉，这部分被称为“天使的一份”（angels' share），在威士忌和某些其他酒精饮料的酿制过程中也有这种说法。
香脂醋至少要经历12年的成熟期才能被取出。达到成熟期（12年、18年或25年）后，香脂醋从最小的木桶中取出，然后再被稍大一点的桶中的香脂醋填满，其他的桶也依次被稍大的桶中的香脂醋填满。这种成熟方式被称为索雷拉陈酿系统。